# 1949 dans les parcs de loisirs
| Années des parcs de loisirs : 1946 - 1947 - 1948 - 1949 - 1950 - 1951 - 1952    |
| Décennies des parcs de loisirs : 1910 - 1920 - 1930 - 1940 - 1950 - 1960 - 1970 |

## Parcs d'attractions

### Ouverture
- Dadipark ( Belgique)
- Drayton Manor ( Royaume-Uni) Ouvert au public le 16 octobre 1949.
- Joyland Amusement Park (en) au Kansas ( États-Unis) Ouvert au public le 12 juin 1949.
- Luna Park (Hong Kong) ( Japon)[précision nécessaire]

## Attractions

### Montagnes russes
| Nom                                     | Type/Modèle | Constructeur                  | Parc                        | Pays       |
| --------------------------------------- | ----------- | ----------------------------- | --------------------------- | ---------- |
| Roller Coaster Devenu Nightmare en 2006 | Bois        | Philadelphia Toboggan Company | Joyland Amusement Park (en) | États-Unis |

### Autres attractions
| Nom                                                     | Type/Modèle  | Constructeur            | Parc                        | Pays        |
| ------------------------------------------------------- | ------------ | ----------------------- | --------------------------- | ----------- |
| Carousel                                                | Carrousel    | Allan Herschell Company | Joyland Amusement Park (en) | États-Unis  |
| Crazy Cottage Renommé Haunted Inn dans les années 1960. | Fun house    |                         | Pleasureland Southport      | Royaume-Uni |
| Tilt-A-Whirl                                            | Tilt-A-Whirl |                         | Kennywood                   | États-Unis  |
| Tilt-A-Whirl                                            | Tilt-A-Whirl | Sellner Manufacturing   | Conneaut Lake Park          | États-Unis  |